# Svet slovenskih organizacij
Svet slovenskih organizacij (SSO) je ena od dveh krovnih organizacij slovenske manjšine v Italiji. Prizadeva si za razvoj slovenske manjšine in njeno sodelovanje s Slovenijo ter zastopa interese svojih članov v širši manjšinski skupnosti. SSO je nadstrankarska organizacija, ustanovljena pa je bila kot katoliška protiutež Slovenski kulturno-gospodarski zvezi oz. organizacija tistega dela slovenske skupnosti v Italiji, ki ga je matična Slovenija (v okviru Jugoslavije) zapostavljala zaradi ideoloških razlik. SSO sloni na treh glavnih načelih slovenstva, krščanstva in demokracije.
SSO je bil uradno ustanovljen 16. decembra 1976 na deželni ravni Furlanije - Julijske krajine, sestavljajo pa ga pokrajinski odbori treh pokrajin manjšine s sedeži v Trstu, Gorici in Čedadu. Svet slovenskih organizacij je nastal kot deželna krovna organizacija, pod katero delujejo zveze in članice, ki so aktivne na področjih kulture, športa, mladine, vere, sociale, gospodarstva, vzgoje in šolstva. Danes SSO združuje katoliško usmerjene, pa tudi nekatere druge organizacije in društva s področja kulture, politike, gospodarstva in izobraževanja med Slovenci v Italiji.

## Članstvo
- ARS Galerija
- AŠZ Olympia
- Dom - kulturno verski list
- Dom Jakob Ukmar
- Društvo Skupnost
- Fundacija Gorica
- Glasbena matica
- Goriška Mohorjeva družba
- Inštitut za slovensko kulturo (ISK)
- KD Melodija
- Katoliško tiskovno društvo (KTD)
- Kmečka zveza
- Knjižnica Dušana Černeta
- Krožek Anton Gregorčič
- Krožek Virgil Šček
- Kulturni center Lojze Bratuž
- Kulturno društvo za umetnost KONS
- Marijanišče
- Mladinski dom
- Most z. z o. z.
- Muzej sv. Jožefa v Ricmanjih
- Novi glas - tednik
- Narodna in študijska knjižnica (NŠK)
- Radijski oder
- Slovenski center za glasbeno vzgojo Emil Komel (SCGV Emil Komel)
- SDGZ (Slovensko deželno gospodarsko združenje)
- Sklad Libero in Zora Polojaz
- Sklad Mitja Čuk
- Skupnost družin Sončnica
- Slovenski raziskovalni inštitut (SLORI)
- Slov.it
- Slovenci po svetu
- Slovenska glasbena šola
- Slovenska prosveta
- Slovensko stalno gledališče (SSG)
- SZND Valvasor (Slovensko zamejsko numizmatično društvo)
- Študijski center Melanie Klein
- Športno združenje Soča
- Vincencijeva konferenca - Trst
- Zadruga Goriška Mohorjeva
- Zadruga Mladika (založba Mladika in revija Mladika)
- Zadruga Slovenski dom
- Zavod za slovensko izobraževanje
- ZCPZ - Trst (Zveza cerkvenih pevskih zborov - Trst)
- ZCPZ - Gorica (Združenje cerkvenih pevskih zborov - Gorica)
- Združenje/Associazione don Mario Černet
- Združenje/Associazione don Eugenio Blanchini
- Združenje slovenskih športnih društev v Italiji (ZSŠDI)
- Zveza slovenske katoliške prosvete (ZSKP - Gorica)